# Luciano Manara
Giuseppe Baldassarre Luciano Manara (Milano, 25 marzo 1825 – Roma, 30 giugno 1849) è stato un patriota italiano, tra le figure più note del Risorgimento. Cadde durante la difesa della Repubblica Romana.

## Biografia
Nacque in contrada Sant'Andrea a Milano, in una facoltosa famiglia della borghesia cittadina, figlio di Filippo e Maria Luca.
Manara fu amico di Carlo Cattaneo e compì gli studi liceali a Milano. Frequentò le lezioni della scuola di Marina a Venezia e fra il 1840 e il 1846 soggiornò a lungo in Germania e in Francia. Sposò Carmelita Fè il 10 settembre 1843 ad Antegnate e con lei ebbe tre figli: Filippo, Giuseppe e Pio Luciano.
In gioventù Manara soleva passare le vacanze estive ad Antegnate, un paese della bassa provincia bergamasca, e qui la grande passione per la musica lo portò, sebbene solo ventenne, ad istituire una piccola scuola di musica, facendosi carico delle spese per l'acquisto degli strumenti. La piccola scuola di musica è diventata oggi una delle più antiche bande musicali bergamasche attive, il "Corpo Musicale Luciano Manara", che dal 1845 porta con onore il suo nome.
Il fratello Achille sposò la contessa Amazilia Pacini, figlia del compositore catanese Giovanni.

### La guerra in nord Italia
Partecipò valorosamente alle Cinque Giornate di Milano, tra l'altro capeggiando l'operazione che portò alla conquista di Porta Tosa, divenuta così, subito dopo l'Unità d'Italia, Porta Vittoria, e alla Prima guerra di indipendenza italiana del 1848 al servizio del Governo provvisorio di Milano con un gruppo di 500 volontari da lui stesso organizzato, i Bersaglieri Lombardi.
Inquadrato, con il grado di maggiore, nei Corpi Volontari Lombardi del generale Michele Allemandi, prese parte nel mese di aprile all'invasione del Trentino con il compito di occupare Trento, tagliando così la strada della valle dell'Adige ai rinforzi austriaci alle fortezze del Quadrilatero, impresa che fu fermata dagli austriaci a Vezzano il 15 aprile a pochi chilometri da Trento.
Il 20 luglio nella battaglia di Sclemo, nei pressi di Stenico, nonostante il valore dimostrato, Manara fu pesantemente battuto dai 2.000 austriaci del maggiore Pompeius Scharinger von Lamazon e dovette ripiegare nel castello di Stenico. Con la riorganizzazione del Corpo di Osservazione Volontario del Tirolo affidato al comando del generale Giacomo Durando, nell'estate prese parte alle operazioni di controllo del confine trentino operando in Valle Sabbia e sul Monte Stino.

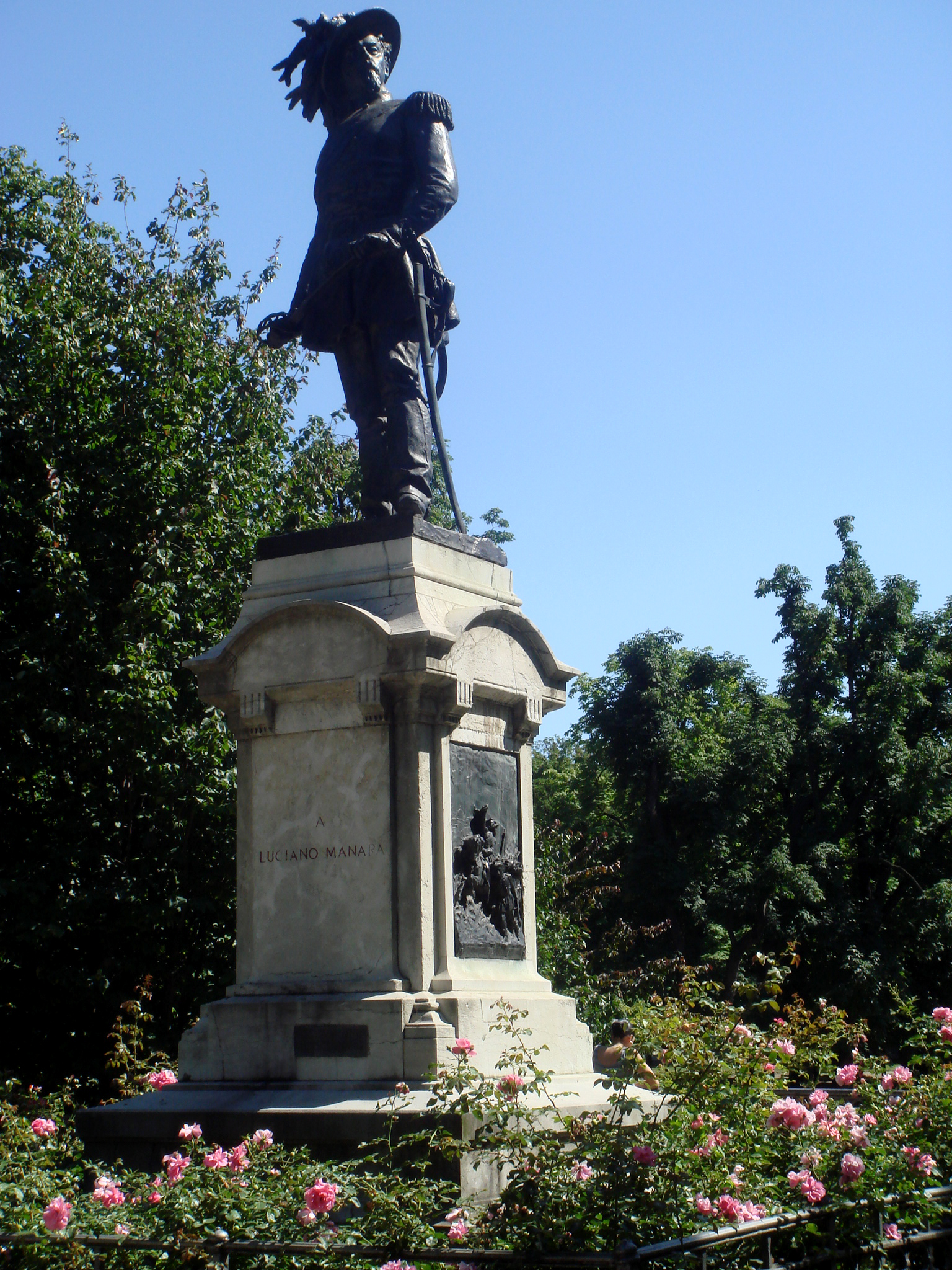
Monumento a Milano

Al ritorno degli Austriaci riparò nel mese di agosto con la sua colonna di volontari nel Piemonte, dove fu messo a capo, con il grado di maggiore dell'esercito piemontese, di un corpo di bersaglieri e inquadrato nella divisione lombarda comandata dal generale Gerolamo Ramorino. Nella breve parentesi della ripresa della guerra contro l'Austria del 1849, Manara combatté con la sua unità sul Po e a La Cava (odierna Cava Manara in provincia di Pavia, che assunse in suo onore la nuova denominazione).

### La guerra in centro Italia e la morte
Dopo la sconfitta dell'esercito sabaudo nella battaglia di Novara, lasciò il Piemonte per partecipare alla difesa della Repubblica Romana.
Il 22 aprile 1849, con i suoi 600 bersaglieri, su due battelli partì da Portofino per Civitavecchia e il 29 raggiunse Roma.
Dopo diversi combattimenti contro le truppe borboniche nei dintorni della città, venne promosso tenente colonnello e in seguito colonnello. Il 16 maggio con la sua brigata uscì da Roma e con le truppe della repubblica occupò prima Anagni e poi Frosinone.

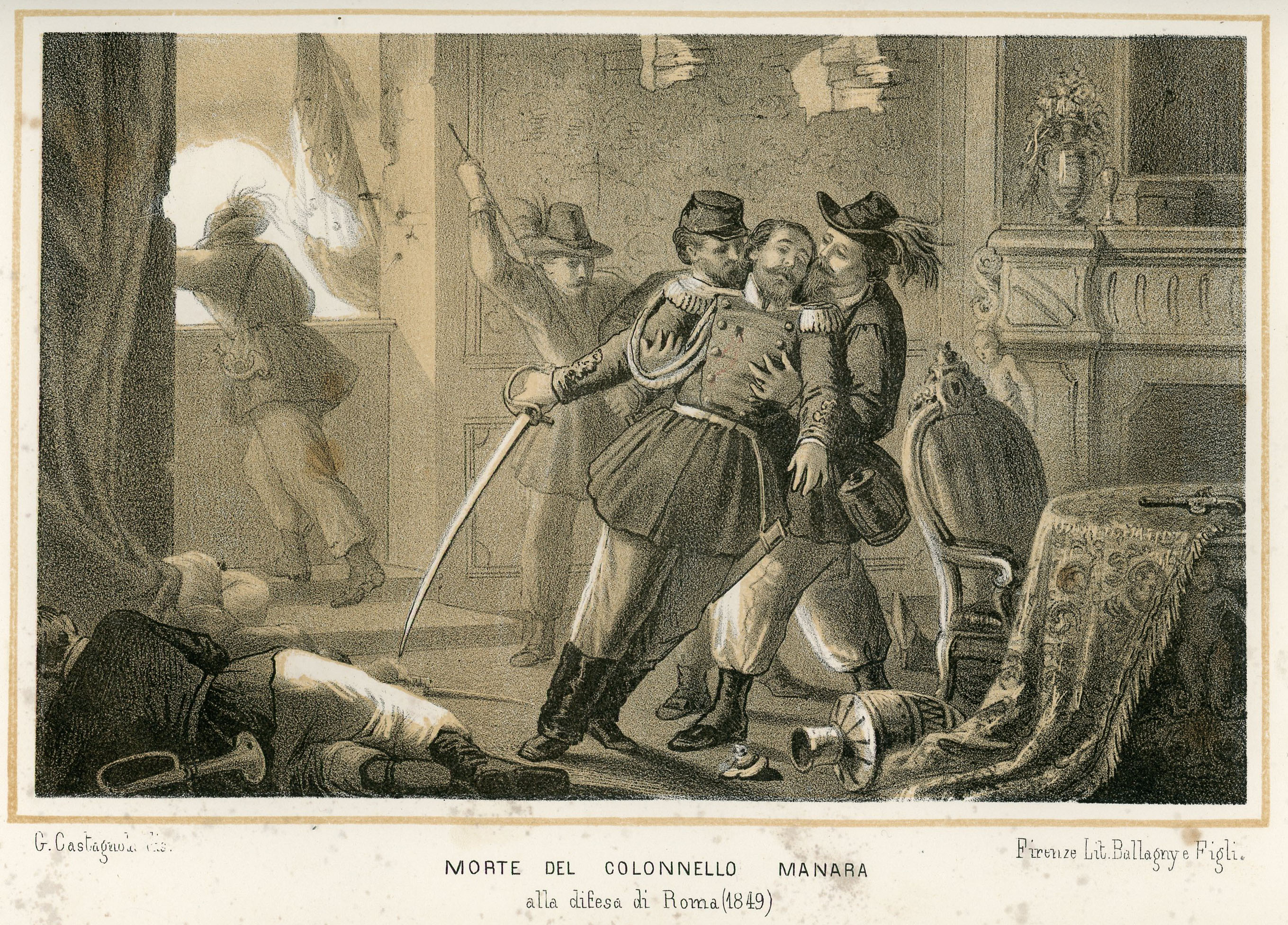
Morte del colonnello Manara

Dal 3 giugno i francesi del generale Oudinot attaccarono Roma. Vennero organizzate le difese contro le soverchianti forze nemiche e Garibaldi lo nominò capo di Stato Maggiore. Dopo furiosi combattimenti, il 30 giugno nella difesa di Villa Spada venne colpito a morte. Prima della sua morte, Manara ebbe modo di scrivere in una lettera all'amica, Francesca "Fanny" Bonacina Spini, le memorabili parole: "Noi dobbiamo morire per chiudere con serietà il Quarantotto; affinché il nostro esempio sia efficace, dobbiamo morire".

### Le difficili esequie
Le esequie furono celebrate nella chiesa di San Lorenzo in Lucina e l'omelia funebre fu pronunciata da don Ugo Bassi. Il corpo rimase per qualche tempo a Roma. La madre non riuscì ad ottenere da Vienna il permesso per riportarlo a Milano. Con le spoglie di Emilio Morosini e di Enrico Dandolo (caduto a Villa Corsini), via mare venne portato a Genova e da qui a Vezia (Lugano), dove venne sepolto temporaneamente nella tomba di famiglia dei Morosini.

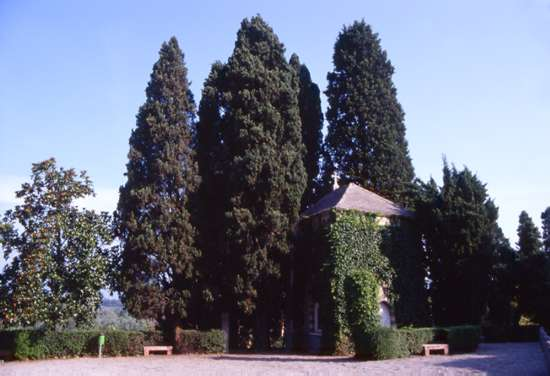
La tomba di Luciano Manara a Barzanò (LC)

Dopo continue insistenze e suppliche, nel 1853 l'imperatore d'Austria Francesco Giuseppe concesse il permesso di riportare il corpo dell'eroe a Barzanò (dove la famiglia aveva una villa) in forma "strettamente privata". Solo dopo l'Unità d'Italia, nel 1864, ai Manara venne infine concesso di erigere la tomba di famiglia.

## Omaggi

### Opere
- Nel 1884 il pittore casalese Eleuterio Pagliano rese omaggio al patriota col dipinto La morte di Luciano Manara[17].
- A Luciano Manara è stato innalzato nel 1894 un monumento bronzeo nei Giardini Pubblici di Milano, opera dello scultore Francesco Barzaghi[18].
- Gli sono state dedicate una lapide a Milano[19] e una ad Antegnate[20].

### Intitolazioni
- A Roma sono intitolati a Manara una strada a Trastevere[21], un liceo classico sul Gianicolo[22] ed una caserma dell'esercito italiano (attualmente sede del distretto militare di Roma) in viale delle Milizie[23]. Il monumento al Bersagliere che sorge nel piazzale antistante Porta Pia commemora Luciano Manara con un bassorilievo sul basamento[24].
- A Bologna è intitolata a Manara una caserma dell'Arma dei Carabinieri, sede del Comando Legione Carabinieri Emilia-Romagna[25]. Altre caserme sono state intitolate all'eroe a Legnano[senza fonte][26], Milano[27], Ozieri[28] e Pietraporzio (CN)[29].
- In suo onore è stato denominato il paese di Cava Manara, in provincia di Pavia[30].
- In suo onore, la squadra di calcio di Barzanò, il paese brianzolo in provincia di Lecco ove si trova la sua tomba, si chiama "S.S.D. Luciano Manara"[31].
- Strade e piazze intitolate a Luciano Manara sono presenti in numerosi comuni italiani.
- Durante la Guerra civile in Italia (1943-1945) nella zona di Verona fu attiva nelle file della Resistenza la 155ª Brigata Partigiana "Luciano Manara"[32]. Nello stesso periodo e nella vicina Zona d'operazioni del Litorale adriatico era invece attivo nelle file della Repubblica Sociale Italiana il Battaglione Bersaglieri "Manara", inquadrato nell'8º Reggimento Bersaglieri Volontari[33].

## In letteratura
L'attività patriottica di Manara, dal 1846 al 1849, è raccontata nel romanzo Storia di un memorabile perdente. Le due vite e tre morti di Luciano Manara, patriota, opera dello storico novarese Marco Scardigli del 2025.

## Opere
- Luciano Manara, Lettere di Luciano Manara a Fanny Bonacina Spini, a cura di Francesco Ercole, Roma, Vittoriano, 1939.

### Approfondimenti
- Giuseppe Pompeo Leonardi, Un diario di G. P. Leonardi (1848) su "I Corpi Franchi in Val di Ledro", in Società di Studi per la Venezia Tridentina (a cura di), Studi Trentini di Scienze Storiche, n. 1, Trento, T.E.M.I., 1941,  pp. 45-65. URL consultato il 15 maggio 2025.
- Michele Napoleone Allemandi, I volontari in Lombardia e nel Tirolo l'aprile del 1848, Berna, Stamp. Haller, 1849. URL consultato il 15 maggio 2025.
- Emilio Dandolo, I volontarii ed i bersaglieri lombardi, Torino, Tip. Ferrero e Franco, 1849. URL consultato il 15 maggio 2025.
- Agostino Perini, Statistica del Trentino, vol. 1, Trento, Tip. F.lli Perini, 1852. URL consultato il 15 maggio 2025.
- Federico Odorici, Storie bresciane. Dai primi tempi sino all'età nostra, vol. 9, Brescia, Pietro di Lor. Gilberti, 1860. URL consultato il 15 maggio 2025.
- Carlo Moos, Intorno ai volontari lombardi del 1848, in Il Risorgimento, n. 2, Milano, Comune di Milano e Associazione "Amici del Museo del Risorgimento", 1984,  pp. 123-159.
- Carlo Cis e Paolo Cis, 1848. I Corpi franchi in Valle di Ledro, Trento, T.E.M.I., 2009.